# 1658 w polityce

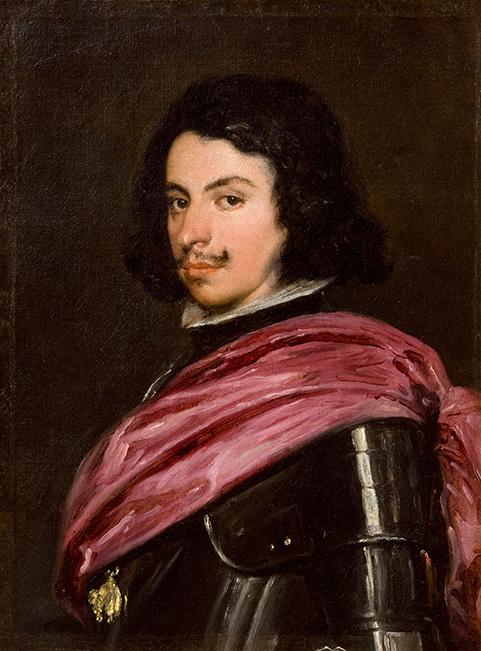
Franciszek I d’Este

Wydarzenia polityczne w 1658 roku.

## Wydarzenia
- Franciszek I d’Este, książę Modeny i Reggio[1].